# Svastrides zebra
Svastrides zebra är en biart som först beskrevs av Heinrich Friese 1908.  Svastrides zebra ingår i släktet Svastrides och familjen långtungebin. Inga underarter finns listade i Catalogue of Life.